# FC Ulaanbaatar
FC Ulaanbaatar is een professionele voetbalclub uit de Mongoolse hoofdstad Ulaanbaatar. De club werd in 2010 opgericht en speelt in de Premier League, het hoogste niveau van het Mongools voetbal.

## Geschiedenis

### Professioneel
FC Ulaanbaatar werd in 2010 opgericht en een jaar later werd het kampioen van Mongolië.
Op 9 september 2020 boekte Ulaanbaatar zijn grootste zege ooit door met 9-1 te winnen van Anduud City.

### Jeugd
Op 26 januari 2021 richtten Nederlandse amateurvoetballers J. Goudswaard, D. van Tol en K. de Zeeuw een jeugdvereniging op. Dit plan werd echter niet voortgezet vanwege de coronacrisis.

## Stadion
Ulaanbaatar speelt in het MFF Football Centre dat plaats biedt aan 5.000 toeschouwers. Het deelt dit stadion met verschillende andere clubs uit de Premier League.

## Erelijst
- Premier League: 1x kampioen (2011), 3x runner-up (2015, 2018, 2020)
- Mongoolse beker: 1x runner-up (2016)